# Oxyanthus robbrechtianus
Oxyanthus robbrechtianus är en måreväxtart som beskrevs av Bonaventure Sonké. Oxyanthus robbrechtianus ingår i släktet Oxyanthus och familjen måreväxter. Inga underarter finns listade i Catalogue of Life.